# 친베이구
친베이구(한국어: 흠북구, 중국어: 钦北区, 병음: Qīnběi Qū)는 중국 광시 좡족 자치구 친저우시의 현급 행정구역이다. 넓이는 2685km2이고, 인구는 2007년 기준으로 680,000명이다.

## 행정 구역
11개 진을 관할한다.
- 진: 大垌镇, 平吉镇, 青塘镇, 小董镇, 板城镇, 那蒙镇, 长滩镇, 新棠镇, 大直镇, 大寺镇, 贵台镇.